# 베니스 위원회
베니스 위원회는 세계 헌법재판기관협의체이다. 유럽 평의회의 산하기구로서 헌법 분야 전문가들로 구성되어 있고, 헌법적 지원, 헌법적 정의, 선거 문제 등의 3분야에 대한 법률적 자문을 제공한다. 베니스 위원회의 공식 명칭은 법을 통한 민주주의 유럽위원회(European Commission for Democracy through Law)이지만, 1년에 네 번 이탈리아 베니스에서 개회하기 때문에 모임 장소에 따라 흔히 '베니스 위원회'로 불린다.
베를린 장벽이 무너지고 중유럽과 동유럽에 헌법적 지원이 절실하던 시기인 1990년 설립되어 유럽 헌법 전통의 기준에 맞는 헌법 채택에 주도적 역할을 하였다. 국제헌법자문기구로서 민주주의와 법치주의, 인권의 수호를 위한 다양한 활동을 하고 있다.

## 회원국

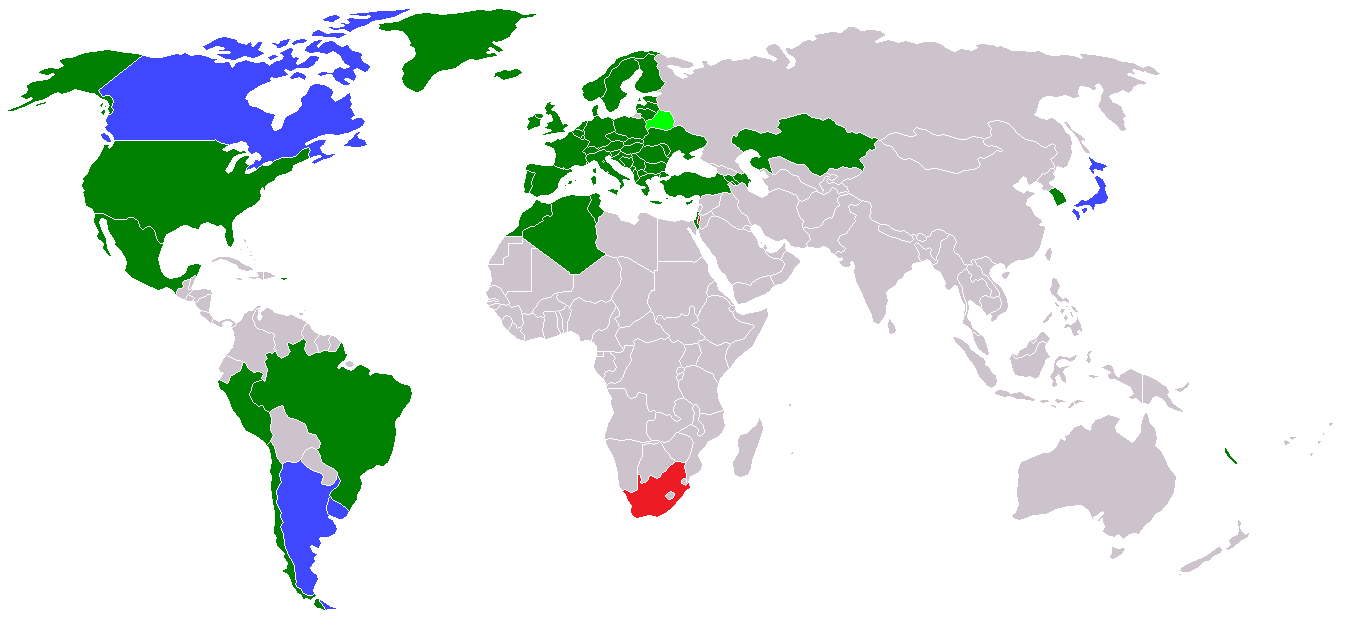

1990년 창립 당시 18개의 회원국으로 시작하여 곧 유럽 평의회 회원국 전부가 가입했다. 2002년부터는 비유럽 국가도 정회원이 될 수 있게 되었다. 2014년 7월 13일 코소보가 가입하면서, 위원회 회원국은 유럽 평의회 회원인 47개 정회원국과 유럽 평의회 회원이 아닌 11개 정회원국을 포함하여 총 60개국이 되었다.
대한민국도 2006년부터 정회원국이 되었다. 회원국으로서 대한민국을 대표하는 정위원(Member) 1인은 헌법재판소 재판관 중 1인이, 유사시 정위원을 대리하는 대리위원(Substitute member) 2인은 법무부 차관과 헌법재판소 사무차장이 각각 맡고 있다. 2022년 기준으로 정위원은 이석태 재판관, 대리위원은 이노공 차관과 김정원 사무차장이다.
벨라루스는 준회원국이며 그 외에도 다섯 개의 참관국이 있다. 팔레스타인 자치 정부와 남아프리카 공화국은 참관국과 유사한 특수 협력국 지위에 있다. EU, OSCE, ODIHR, 국제헌법협회((The International Association of Constitutional Law, IACL)는 베니스 위원회의 본 회의에 참석한다.

## 같이 보기
- 헌법재판소